# Morgenstelle

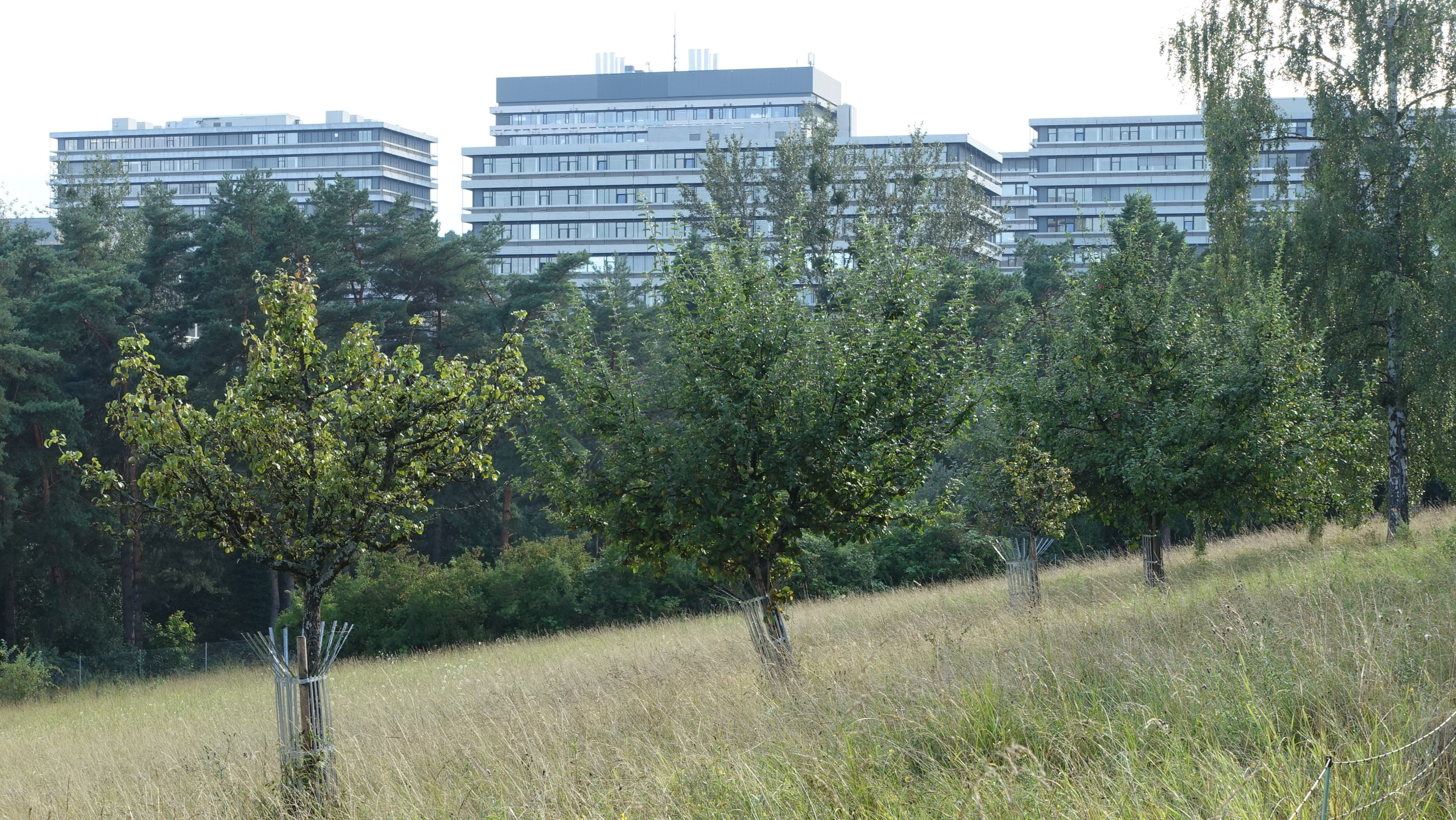
Morgenstelle von Osten mit Magerwiese (2024)

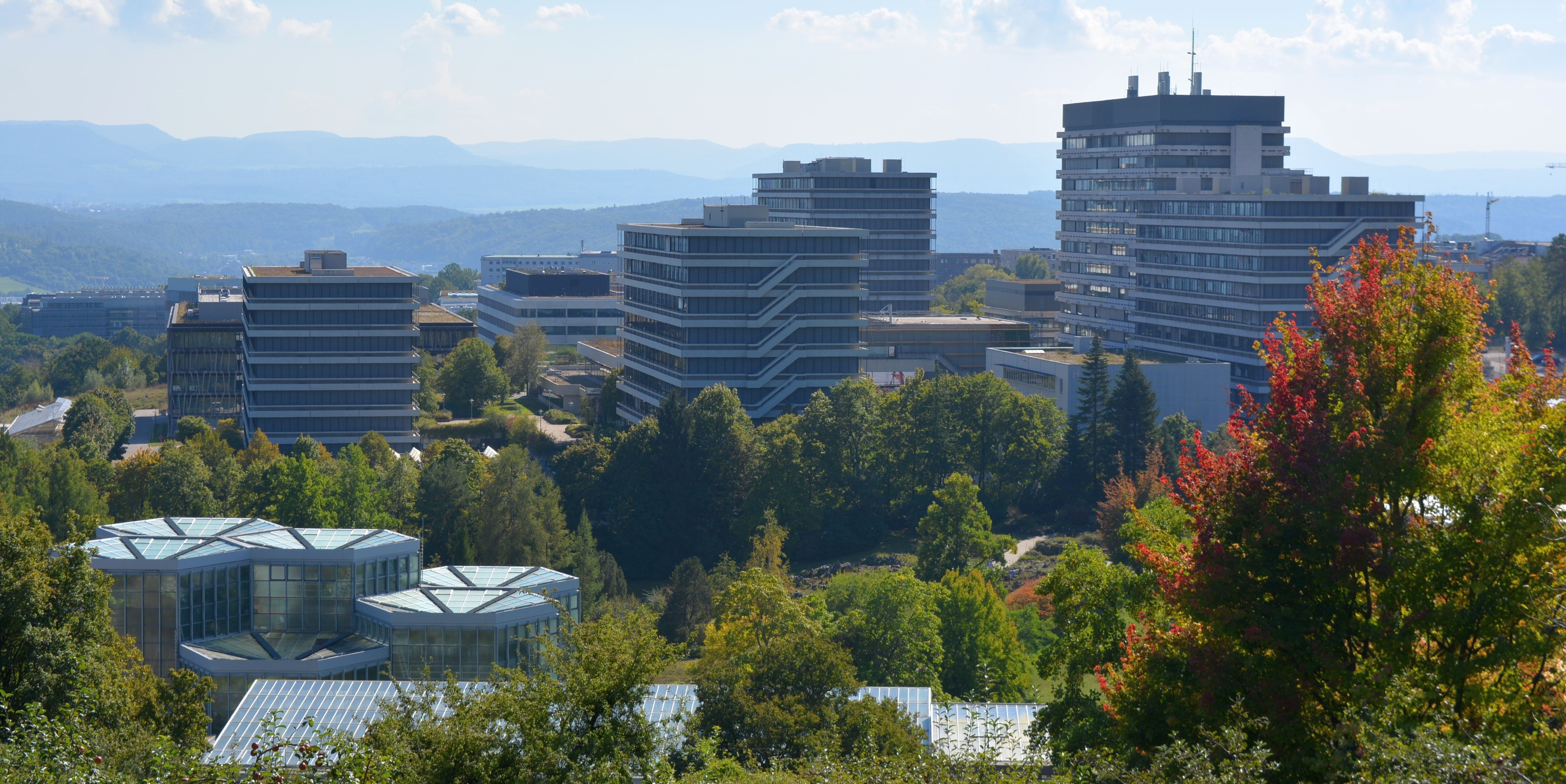
Blick vom Arboretum (2024)

Morgenstelle ist der Name eines Gewannes im Nordwesten der Universitätsstadt Tübingen. Die Bezeichnung ging auf die durch dieses Gewann gelegte Straße „Auf der Morgenstelle“ und auf die in den 1960er Jahren dort erbauten naturwissenschaftlichen Institute (kurz NWI) der Eberhard Karls Universität Tübingen über.

## Lage und Nutzung
Die Morgenstelle liegt im Nordwesten Tübingens in 450 Meter Höhe oberhalb der Kernstadt. Nur 350 Meter weiter im Osten befindet sich im Elysium der Punkt, der als geographischer Mittelpunkt Baden-Württembergs berechnet wurde.
Die Morgenstelle beherbergt die Mathematisch-Naturwissenschaftliche Fakultät mit den Fachbereichen Biologie, Chemie, Pharmazie, Mathematik und Physik. Des Weiteren befindet sich dort eine größere Mensa (Mensa II), die auch als Veranstaltungsort für Konzerte, Feste u. a. dient, sowie eine Außenstelle der Universitätsbibliothek Tübingen.
Als Teil des Botanischen Instituts schließt sich im Norden das umfangreiche Gelände des 1968 eröffneten neuen botanischen Gartens mit Gewächshäusern, Tropikarium, Außenanlagen und Arboretum an. Er dient nicht nur der Forschung, sondern wird auch als Naherholungsgebiet genutzt. Mit über 10.000 Pflanzenarten zählt er zu den fünf bedeutendsten von etwa 70 botanischen Gärten in Deutschland.

## Architektur und Urkonzeption der NWI (1960er bis 1980er Jahre)
1967 wurde das Hochschulbauamt Tübingen umbenannt in Universitätsbauamt Tübingen. Unter der Leitung von Dr. Detlef Lembke wurden die Planungen umgesetzt, nahezu alle naturwissenschaftlichen Institute vom Tübinger Tal – also vornehmlich aus der Wilhelmvorstadt – auf die Morgenstelle zu verlegen. Als erste Gebäude dieser Entwicklung wurden die Gebäude
- Biologie (Auf der Morgenstelle 1 und 3) und das
- Tropikarium (1968, Architekt Blomeier)

realisiert. 1974 wurden die fünf Hochhäuser
- A (Chemie, höchstes Gebäude mit 13 Geschossen, Arch. Holstein, Frowein, Kiefner, Zabel, Auf der Morgenstelle 18),
- B (Pharmazie, Auf der Morgenstelle 8),
- C (Mathematik, Physik, Auf der Morgenstelle 10),
- D (Physik, Auf der Morgenstelle 14),
- E (Biologie und Zoologie, Auf der Morgenstelle 28) und das
- HZ (Hörsaalzentrum, Auf der Morgenstelle 16)

errichtet. Die Außenmaße der fünf Institutsbaukörper sind mit 60 mal 25 Meter nahezu baugleich und variieren nur der Höhe. Sie sind mit einem Stützenraster von 7,2 mal 7,2 Meter errichtet und haben umlaufende Fluchtbalkone mit massiven Brüstungselementen aus Betonfertigteilen. Die Institutsgebäude gruppieren sich um das Hörsaalzentrum mit neun großen Tiefenhörsälen (2.850 Hörerplätze), einer Fachbereichsbibliothek und einer Cafeteria.

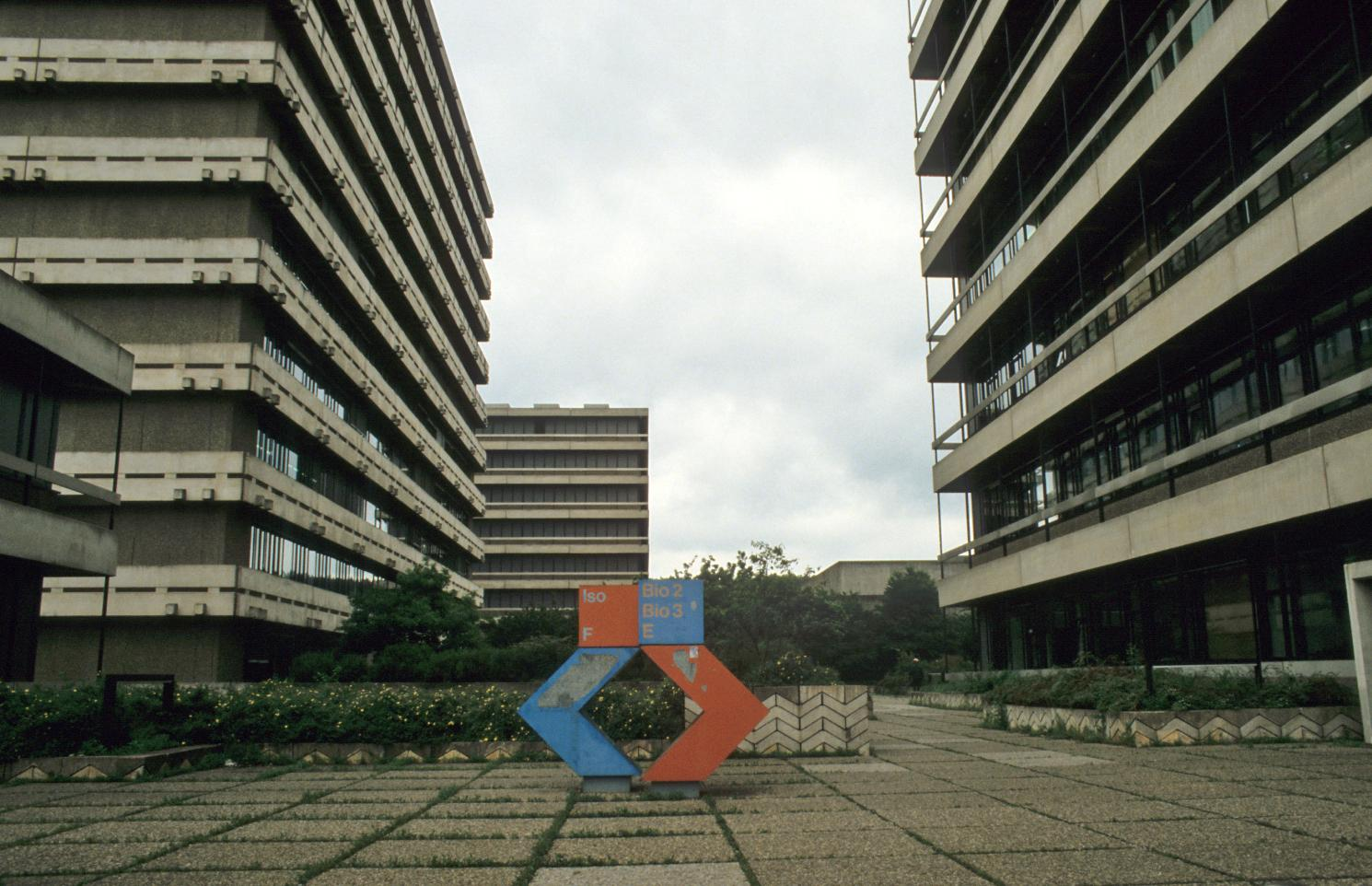
Campus vor der Sanierung (1986)
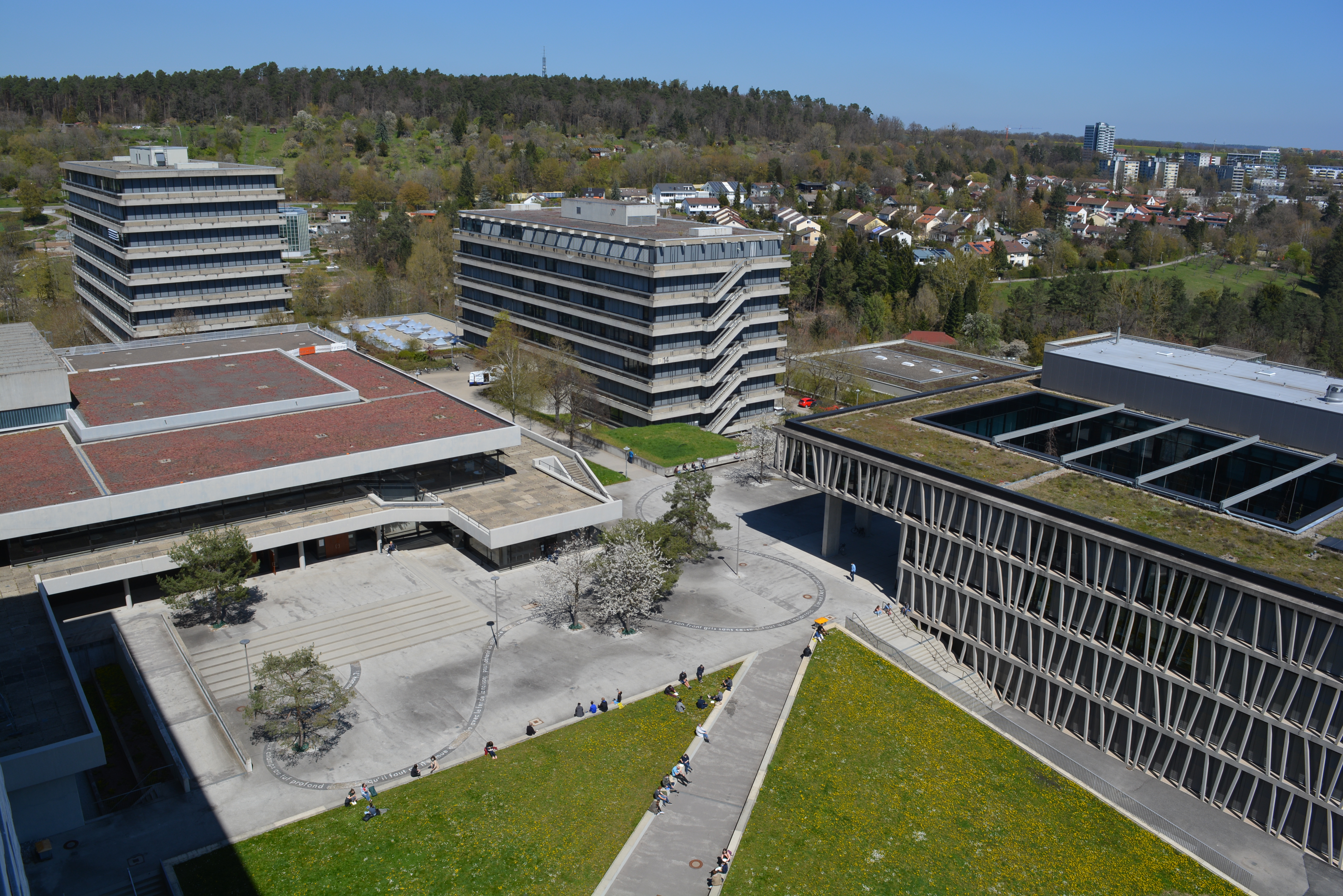
Campus nach der Umgestaltung (2022)
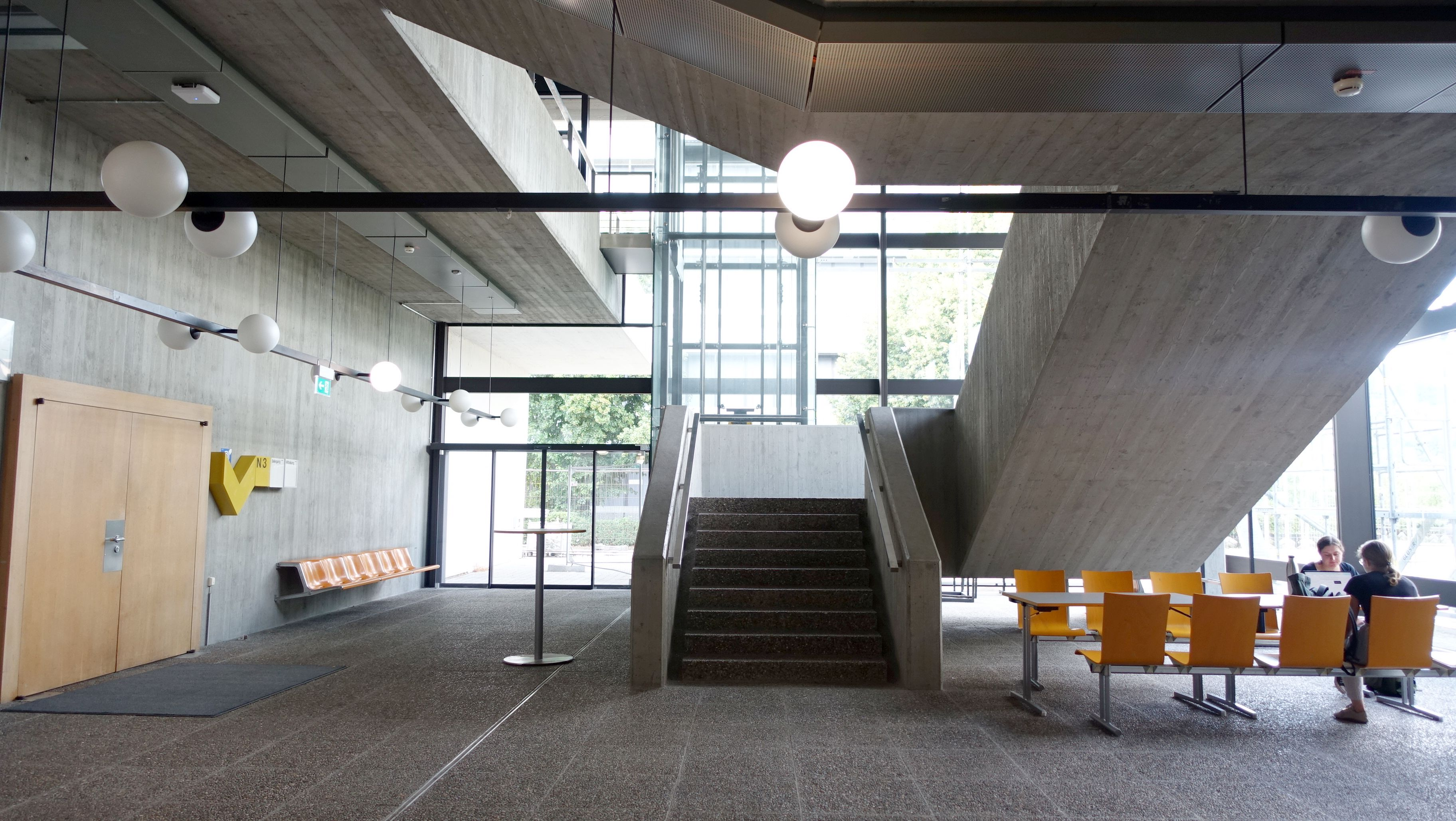
Foyer im Hörsaalzentrum (2024)
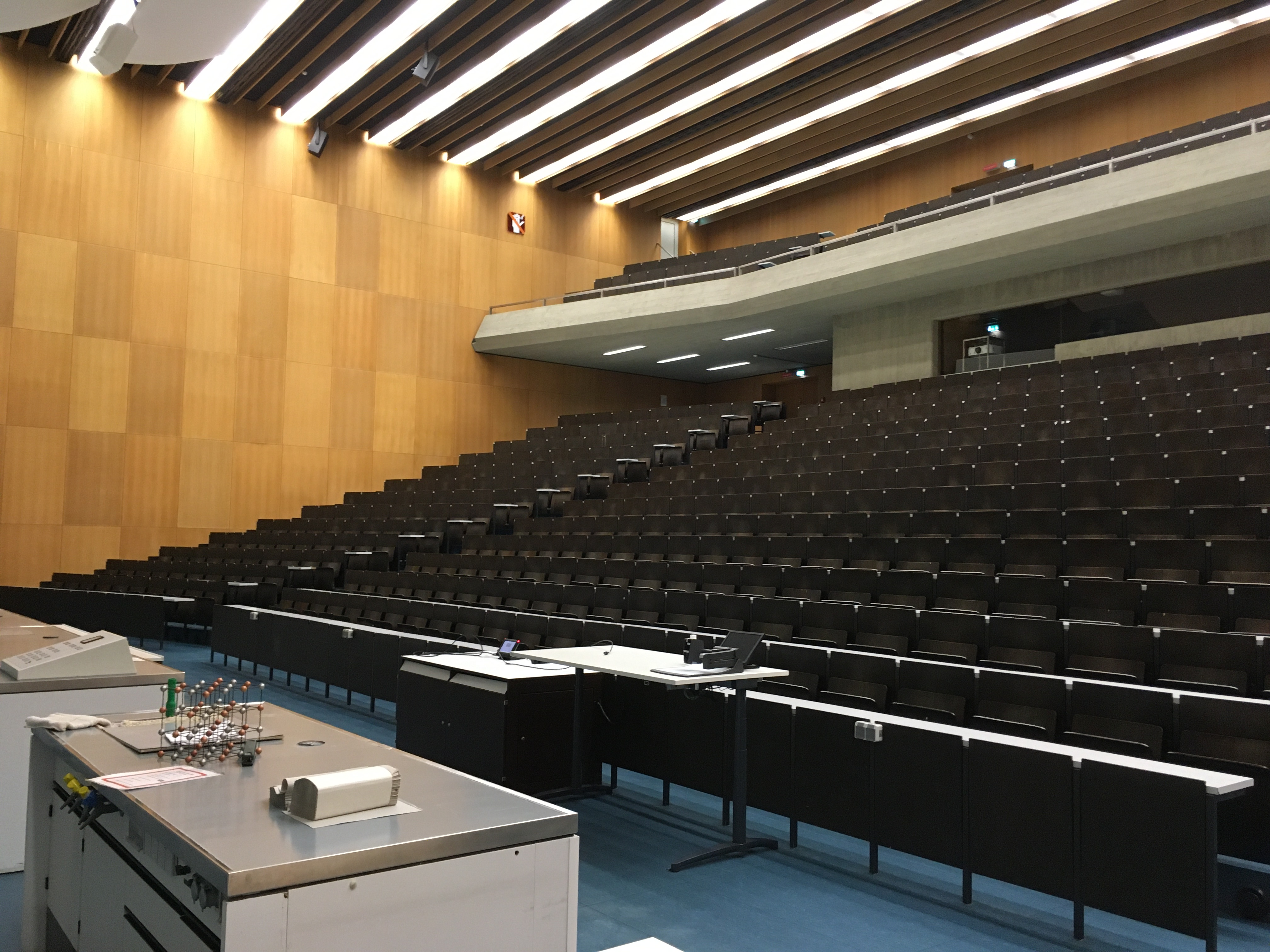
Hörsaal N6 im Hörsaalzentrum
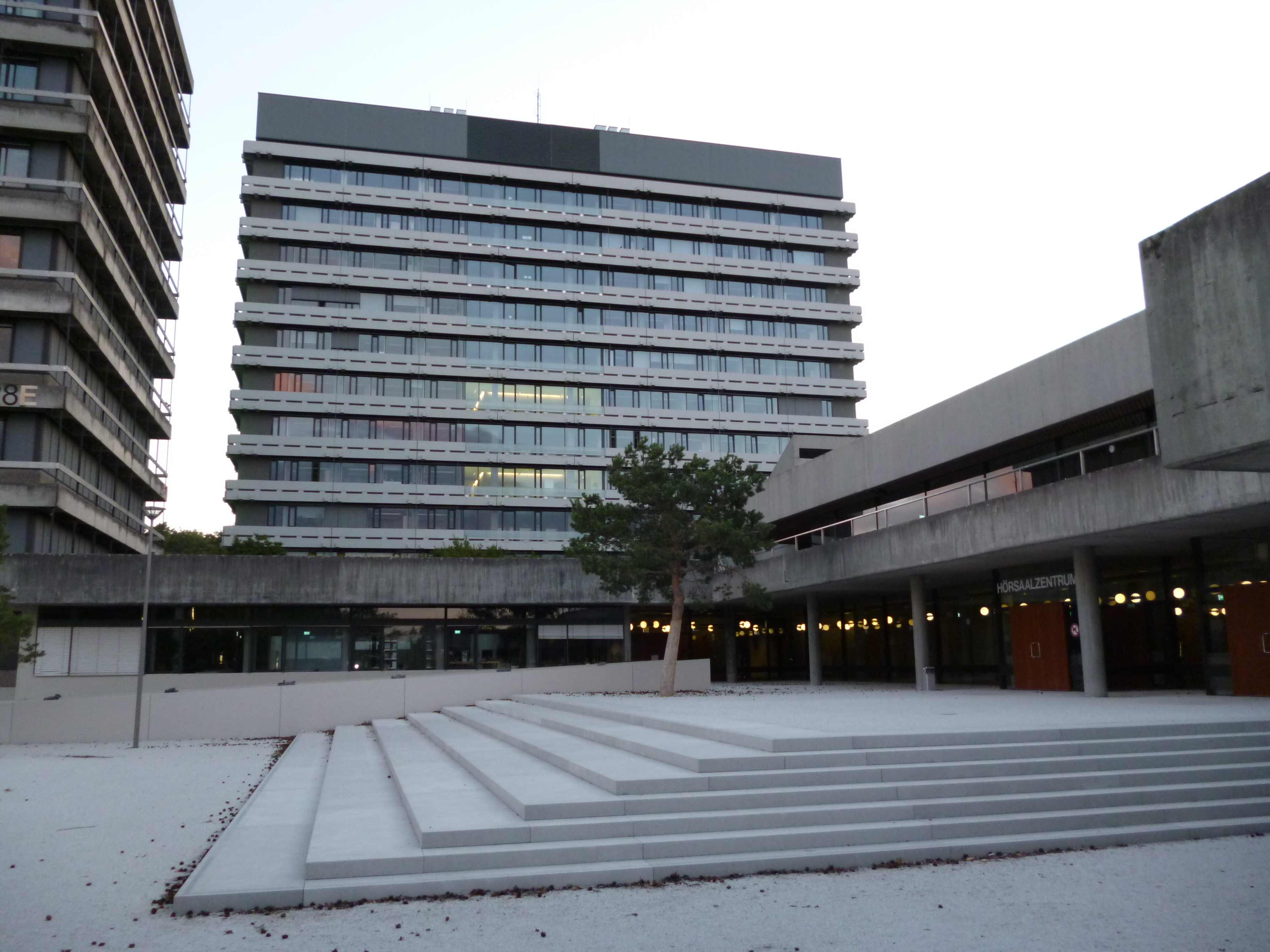
Haupteingang Hörsaalzentrum und saniertes Hochhaus A (2022)
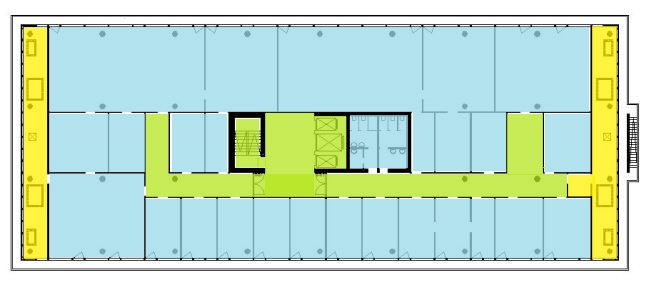
Regel-Grundriss mit Nutz- (blau), Verkehrs- (grün) und Technikfläche (gelb)
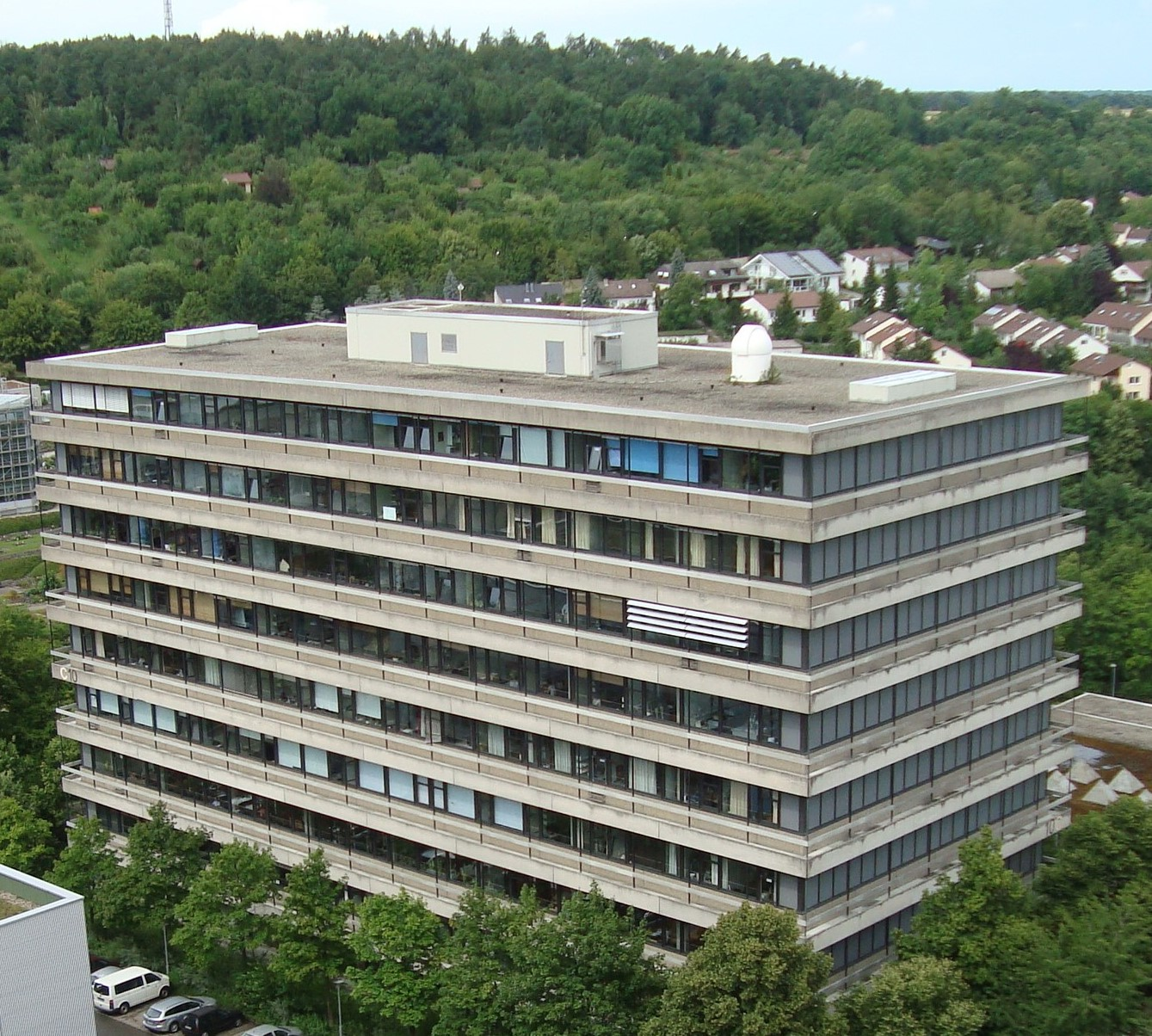
Instituts-Hochhaus C (2011)

Die Hörsäle haben entsprechend der damaligen Architekturphilosophie nur Kunstlicht. Im gleichen Zeitabschnitt wurden die Gebäude
- Mensa (Auf der Morgenstelle 26, Architekt Herkommer),
- Isotopenlabor (Gebäude F, Auf der Morgenstelle 24),
- Fernheizwerk II (Schnarrenbergstaße 130)

errichtet. Das städteplanerische Konzept von gestreckten, rechteckigen Institutshochhäusern, die sich um ein Hörsaalzentrum gliedern wurde stark an die kurz zuvor realisierte Ruhr-Universität in Bochum angelehnt, die seinerzeit Masterplan für viele Neugründungen von Campussen auf der grünen Wiese war. Ebenfalls sind die horizontal betonten Institutshäuser mit Betonbrüstungen, festem Ausbauraster und umlaufenden Flucht- und Wartungsbalkon vergleichbar. Architektonisch ist die Morgenstelle sehr nüchtern und sachlich gehalten und es gibt außer der Verwendung von Waschbetonplatten im Foyer des Hörsaalzentrums und der Tragkonstruktion der Mensa kaum Formelemente des Brutalismus wie beispielsweise an zeitgleichen Erweiterungsbauten in Marburg, Heidelberg (Theoretikum) oder Ulm.

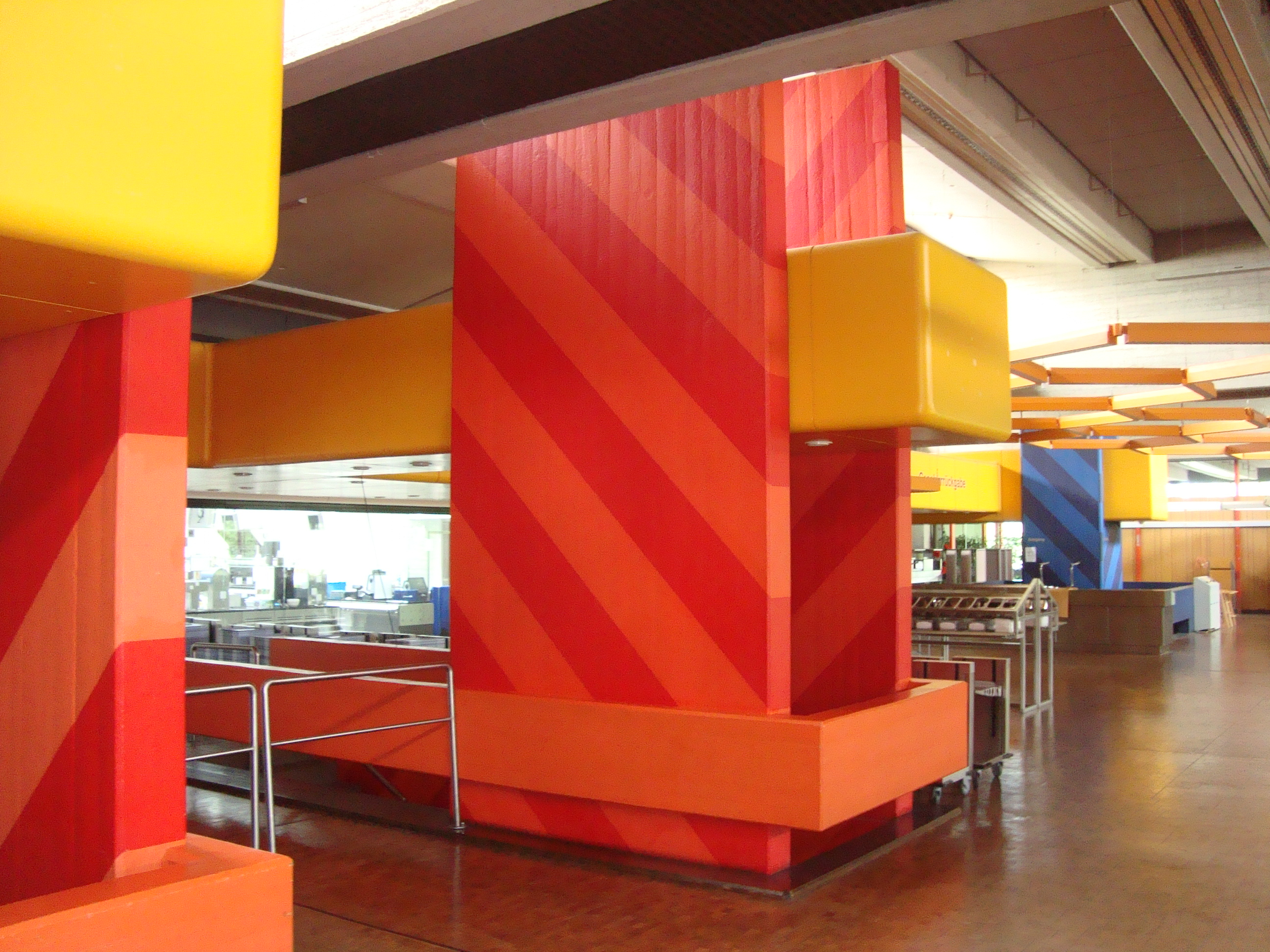
Aufgang zur Essensausgabe in der Mensa (2011)
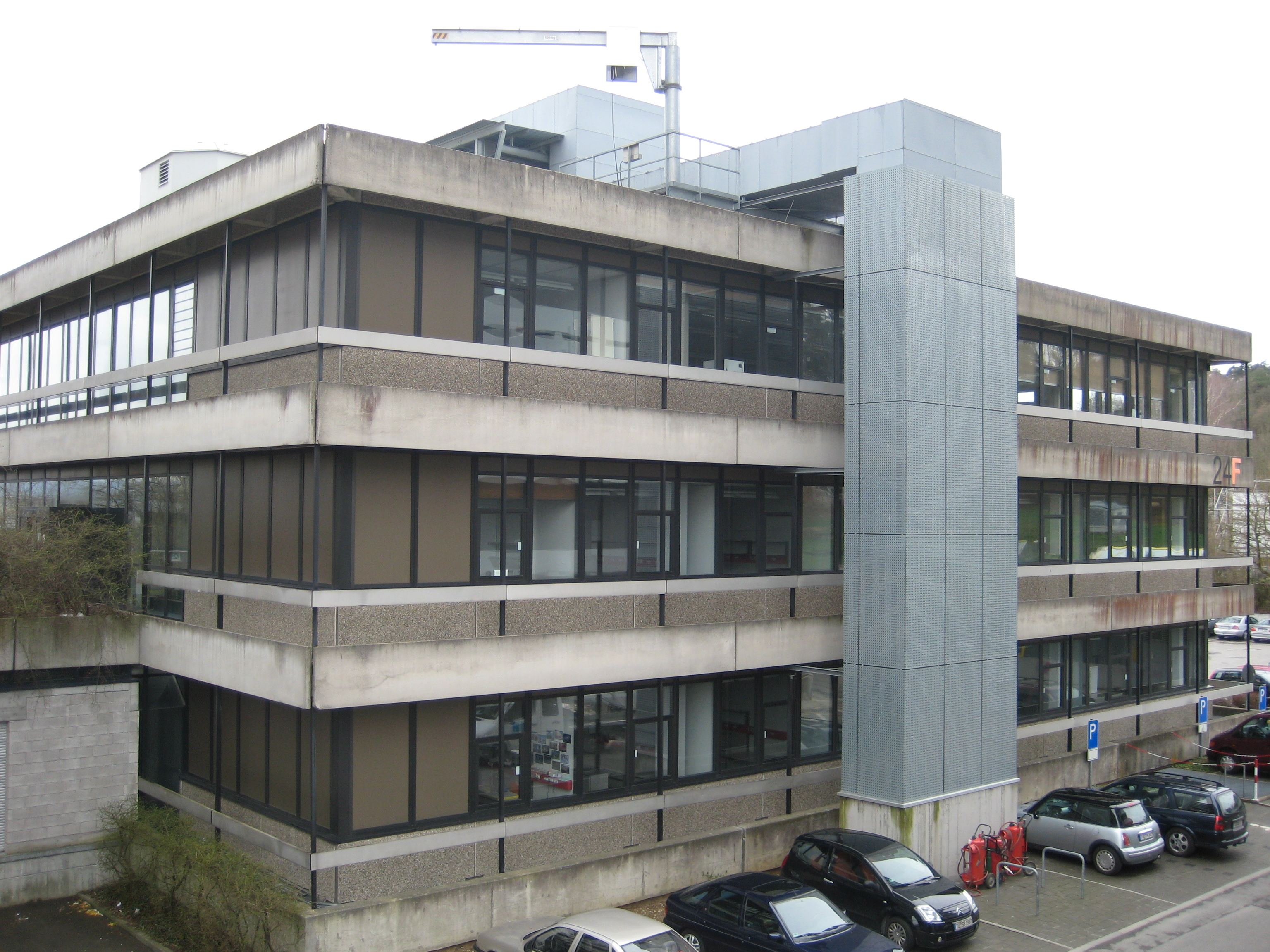
Gebäude F – Isotopenlabor
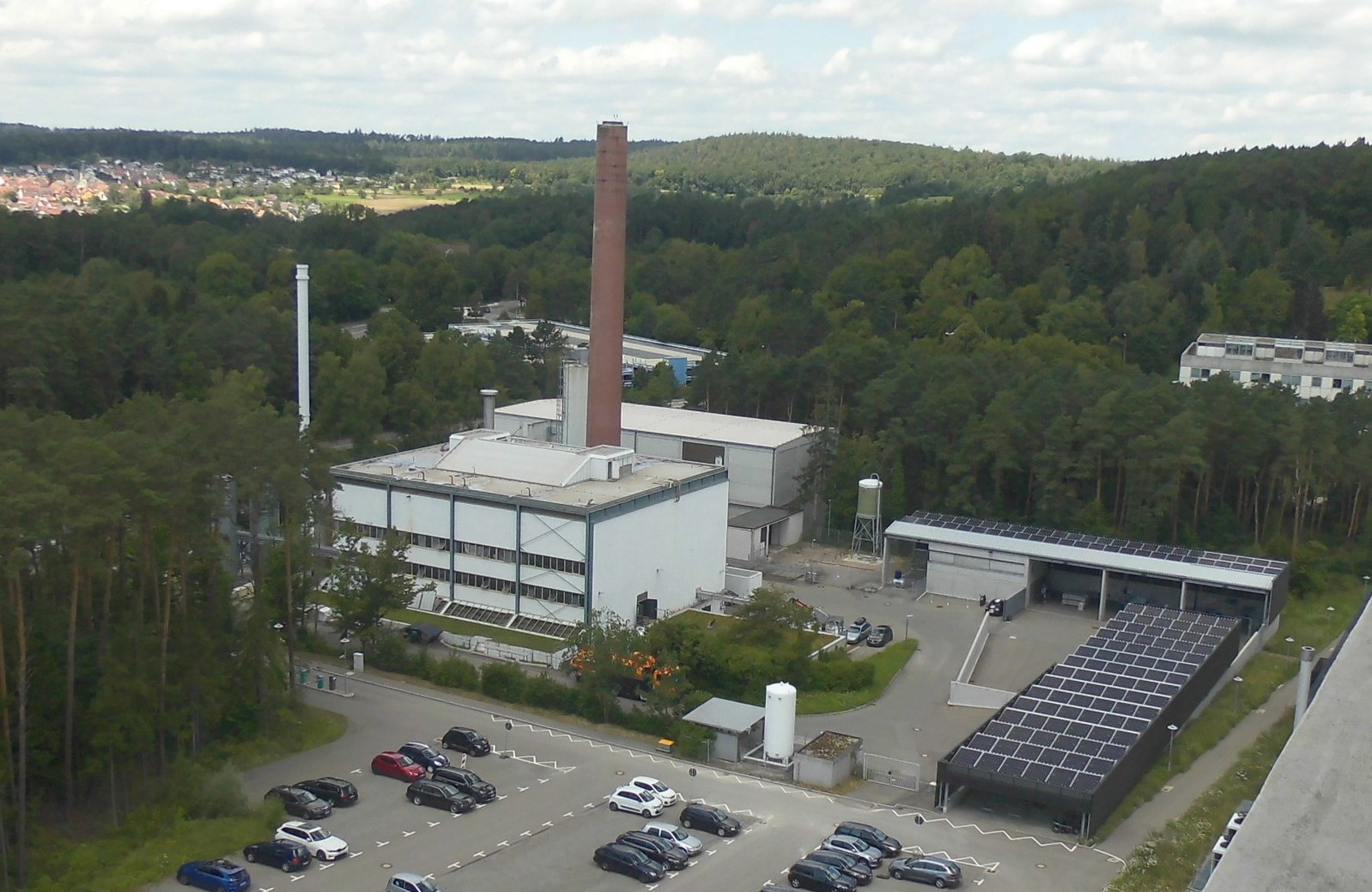
Fernheizwerk (2021)

## Erweiterungen (1990er bis 2000er Jahre)
Unter der Amtsleitung von Werner Briese wurde 1995 ein Forschungs- und Verfügungsgebäude (Gebäude VG, Auf der Morgenstelle 15) und 2001 das Laborgebäude Bio 1 (Auf der Morgenstelle 5) errichtet. Zur selben Zeit wurden erste Konzeptionen zur Generalsanierung der Hochhäuser und des Hörsaalzentrums erstellt. Um die Sanierung des Chemie-Hochhaus A zu ermöglichen, wurde 2004 für die Chemie das Gebäude H (Auf der Morgenstelle 6) zwischen den Hochhäusern B und C errichtet. Auf drei nahezu gleichen nasspräparativen Laborebenen bietet es Ausweichflächen für Laborpraktika und die Zentralwerkstatt der Chemie.

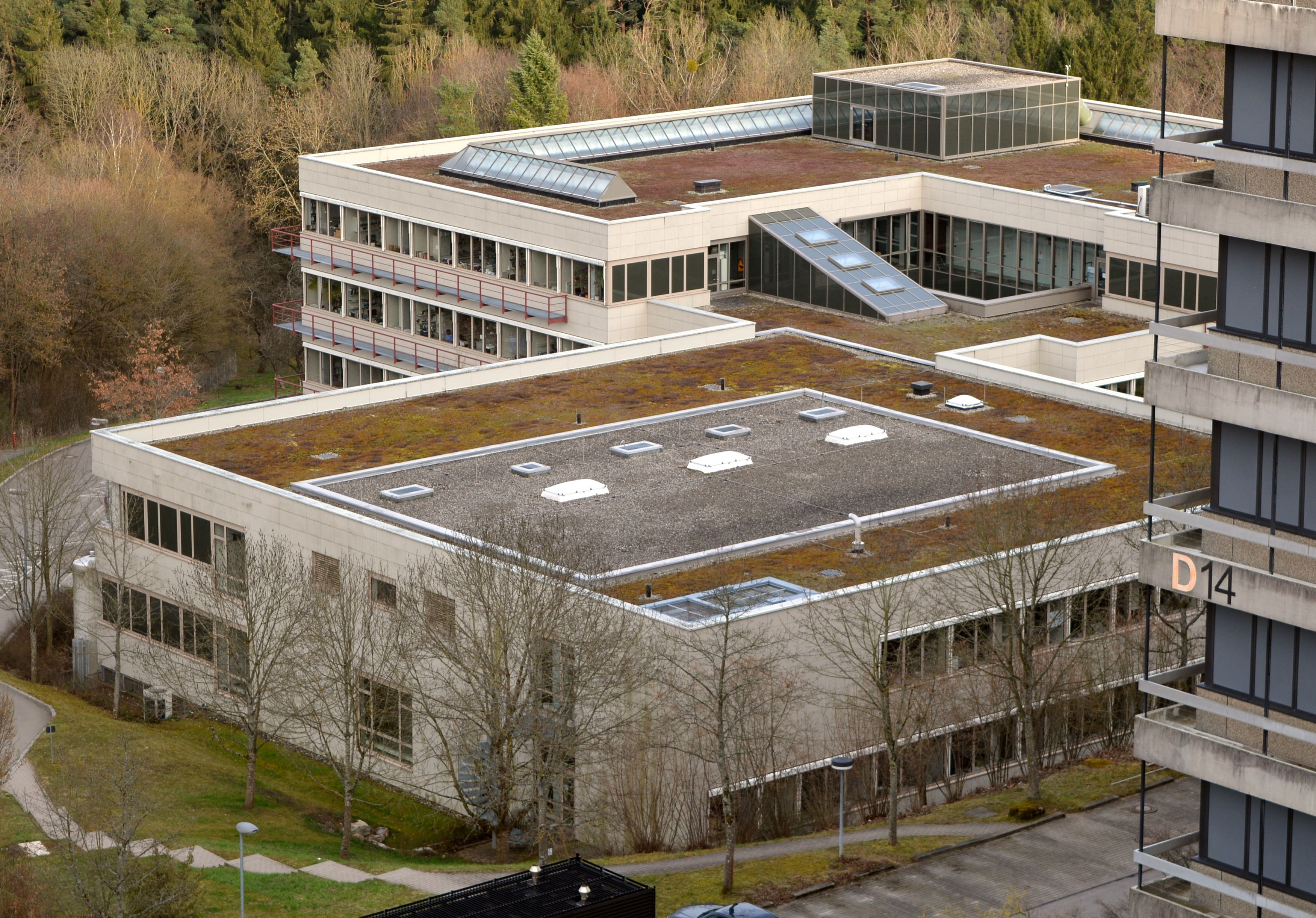
Verfügungsgebäude (2016)
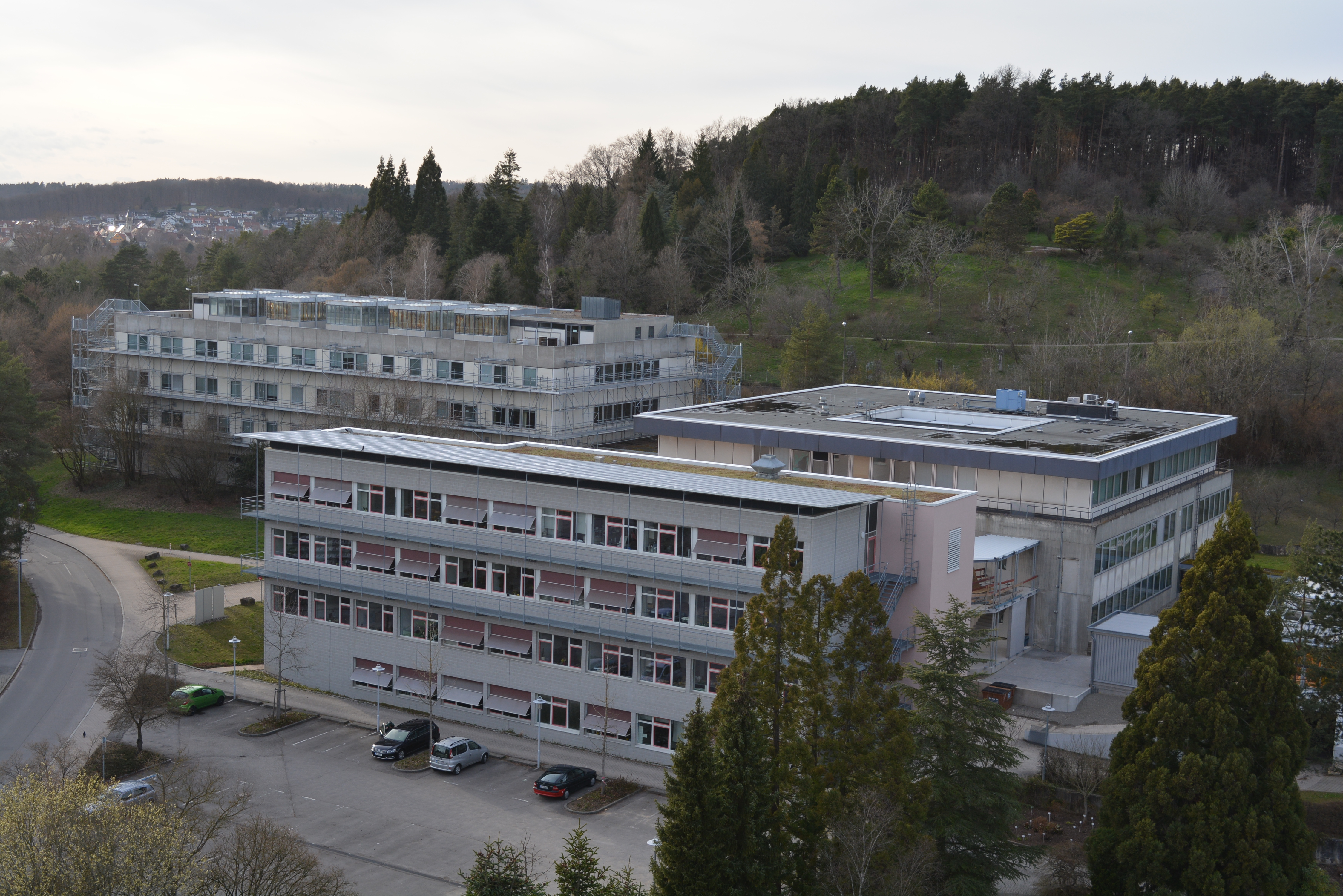
Erweiterung Laborgebäude Biologie (2016)
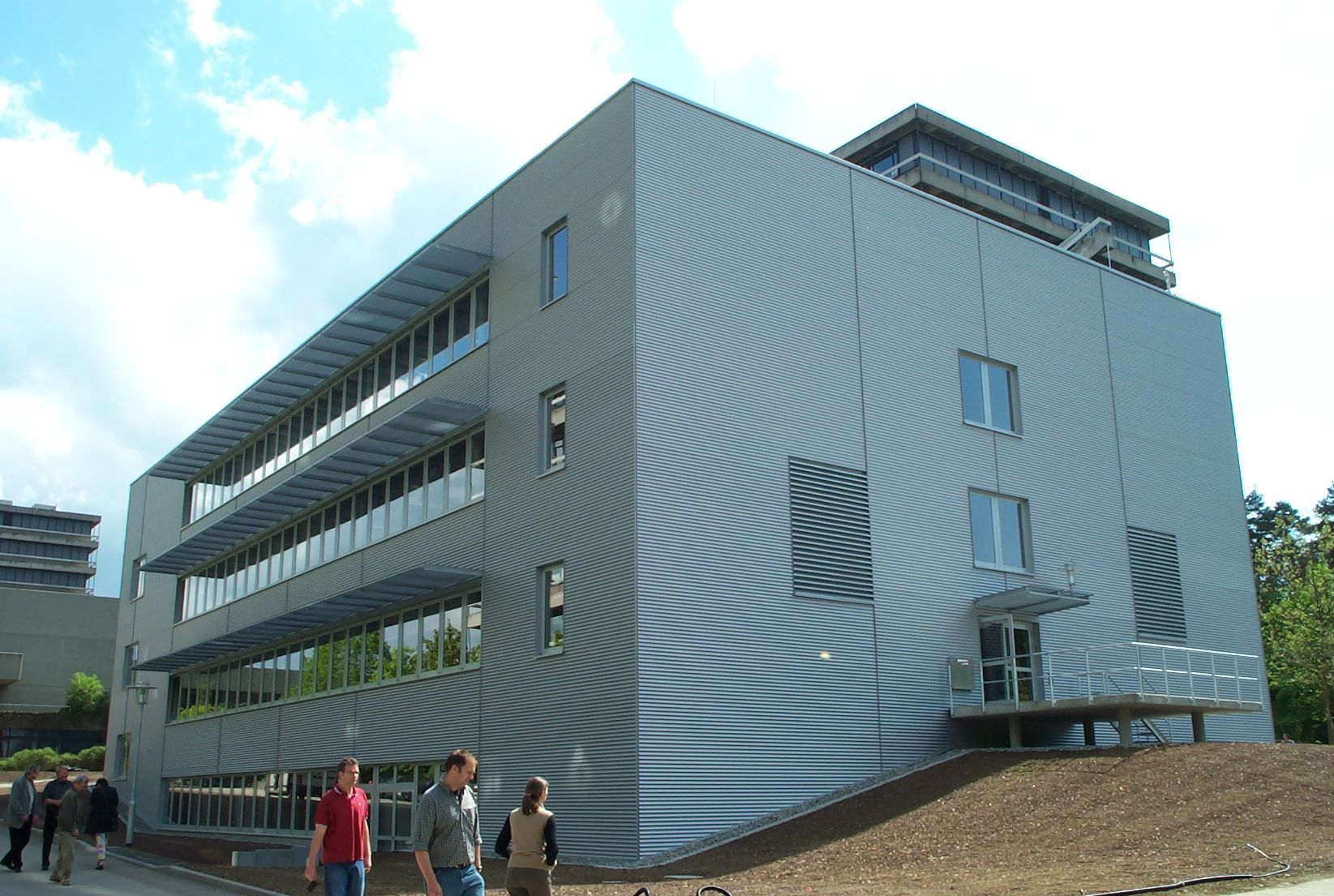
Ansicht Gebäude H (2004)

## Sanierung und Nachverdichtung (2010 bis Heute)
Die Generalsanierung des Hochhauses A konnte 2010 nach dreijähriger Bauzeit unter dem Amtsleiter Bernd Selbmann abgeschlossen werden. Die neu organisierten Labore wurden in einem modernen 3-Zonen-Konzept angeordnet. Auf dem Dach wurde eine neue Technikzentrale (Ebene 14) in Metallbauweise realisiert als weithin sichtbares Zeichen der Modernisierung. Von 2010 bis 2013 wurde das ZMBP (Zentrum für Molekularbiologie der Pflanzen, Auf der Morgenstelle 32) in Nachbarschaft zwischen Verfügungsgebäude und Hochhaus D als fünfgeschossiges Atriumgebäude errichtet. Das Gebäude mit einer beschwingt wirkenden Fassade aus vorgehängten, asymmetrischen Fertigbeton-Teilen wurde bereits 2021 mit dem IFIB (Interfakultäres Institut für Biochemie) erweitert. Zur gleichen Zeit wurden das Servergebäude und die Kältezentrale errichtet. Von 2016 bis 2020 wurde das GUZ (Geo- und Umweltforschungszentrum) nach Plänen von KAAN Architekten (Rotterdam) errichtet. Das sechsgeschossige Gebäude ist um zwei Lichthöfe gruppiert. Die Anmutung des Gebäudes referenziert sich im Gegensatz zum ZMBP und IFIB wieder sehr stark an den dominanten Institutshochhäusern der frühen 1970er, bietet dennoch große innenräumliche Qualitäten.

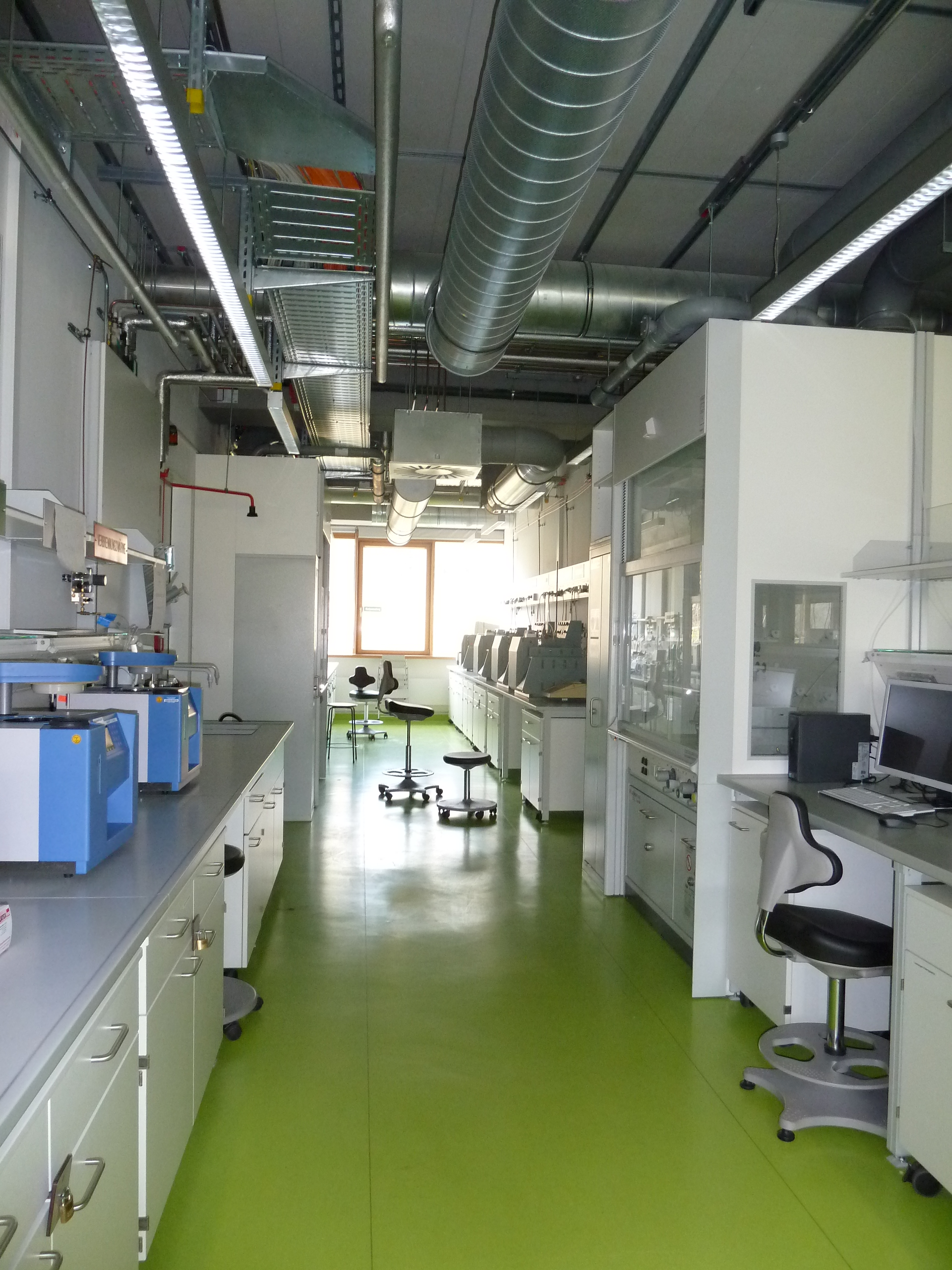
Saniertes Chemiehochhaus mit Laborebene (2014)
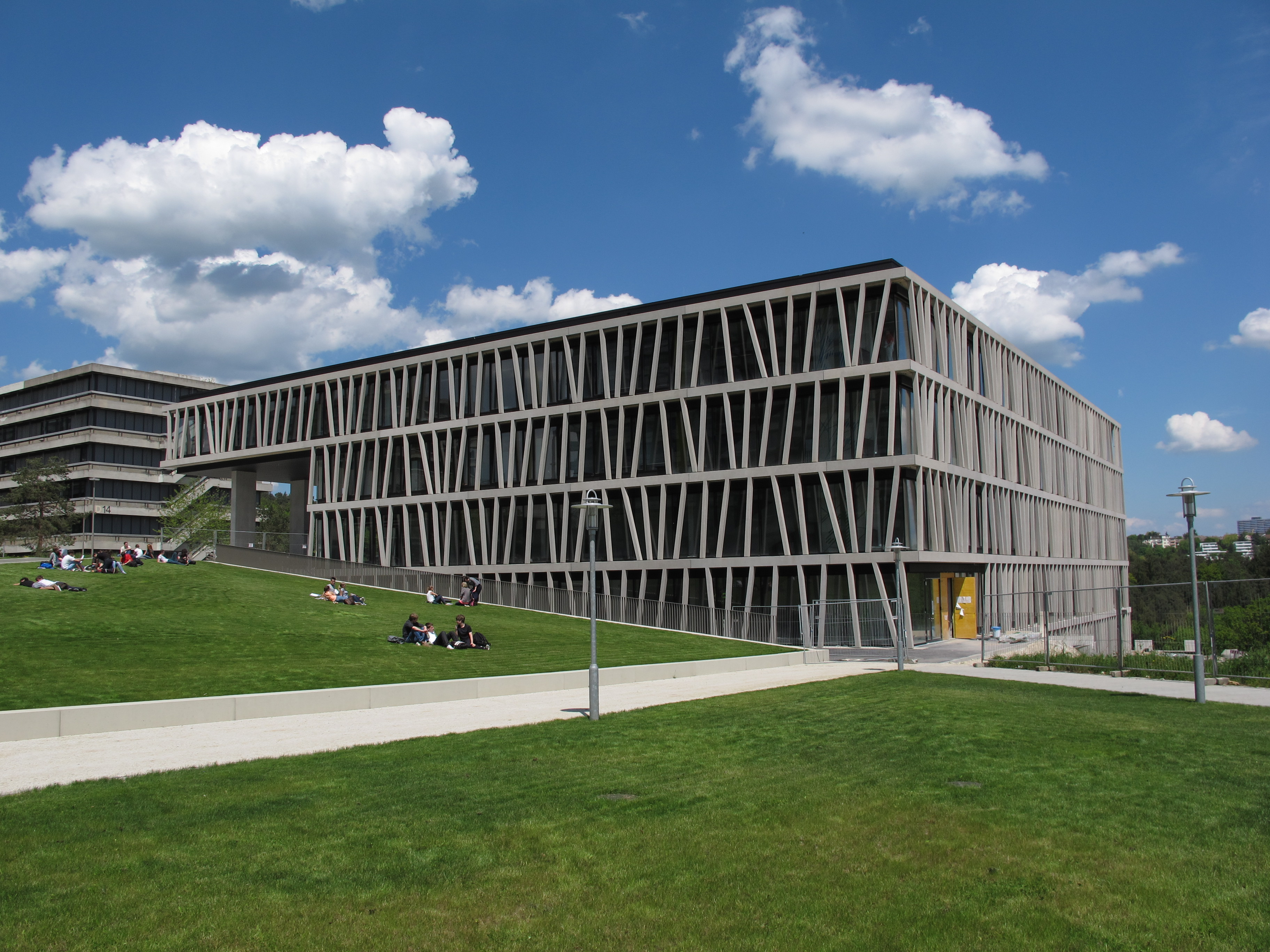
Neubau ZMBP (2013)
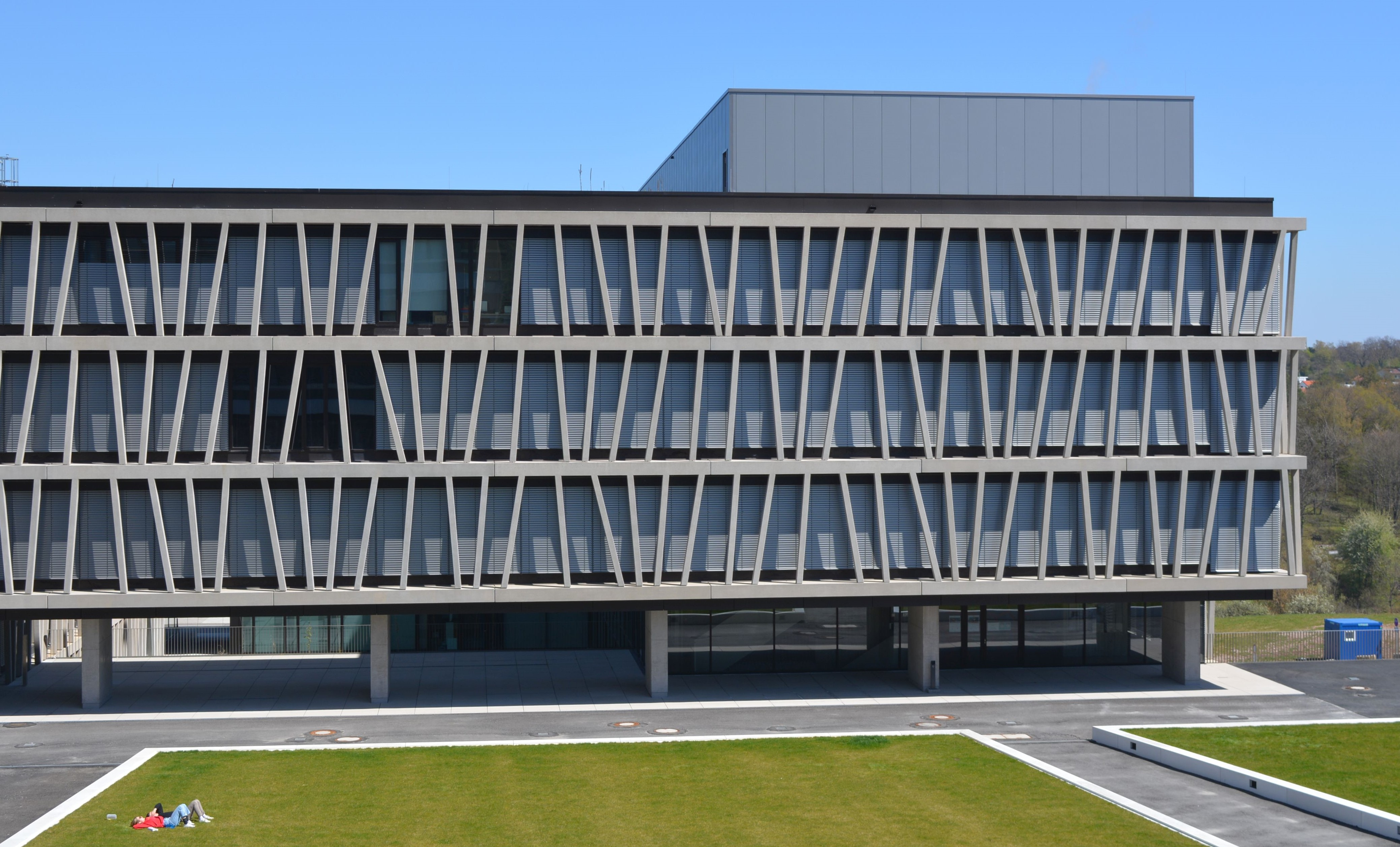
Neubau IFIB (2021)
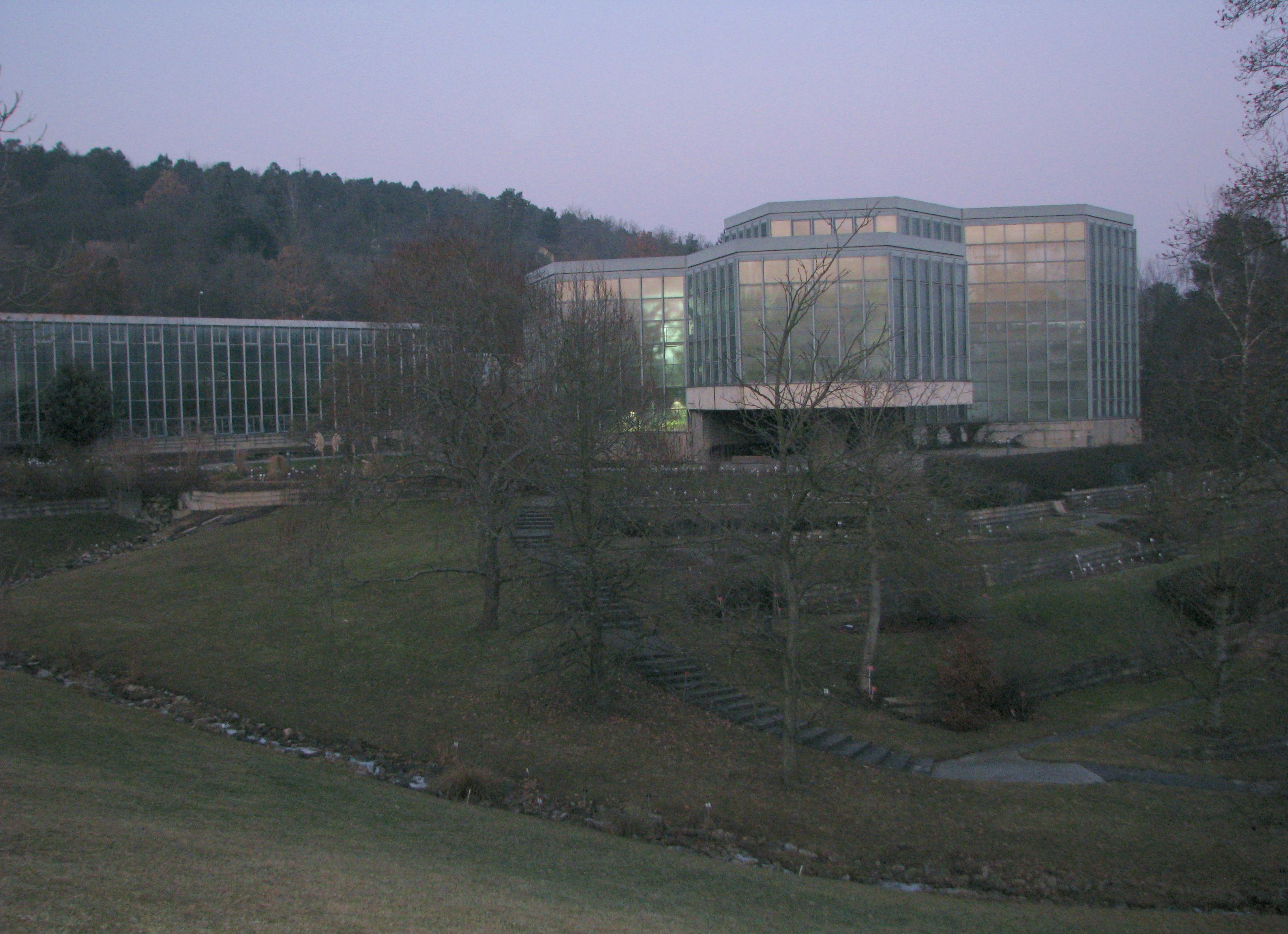
Neuer Botanischer Garten mit Tropicarium
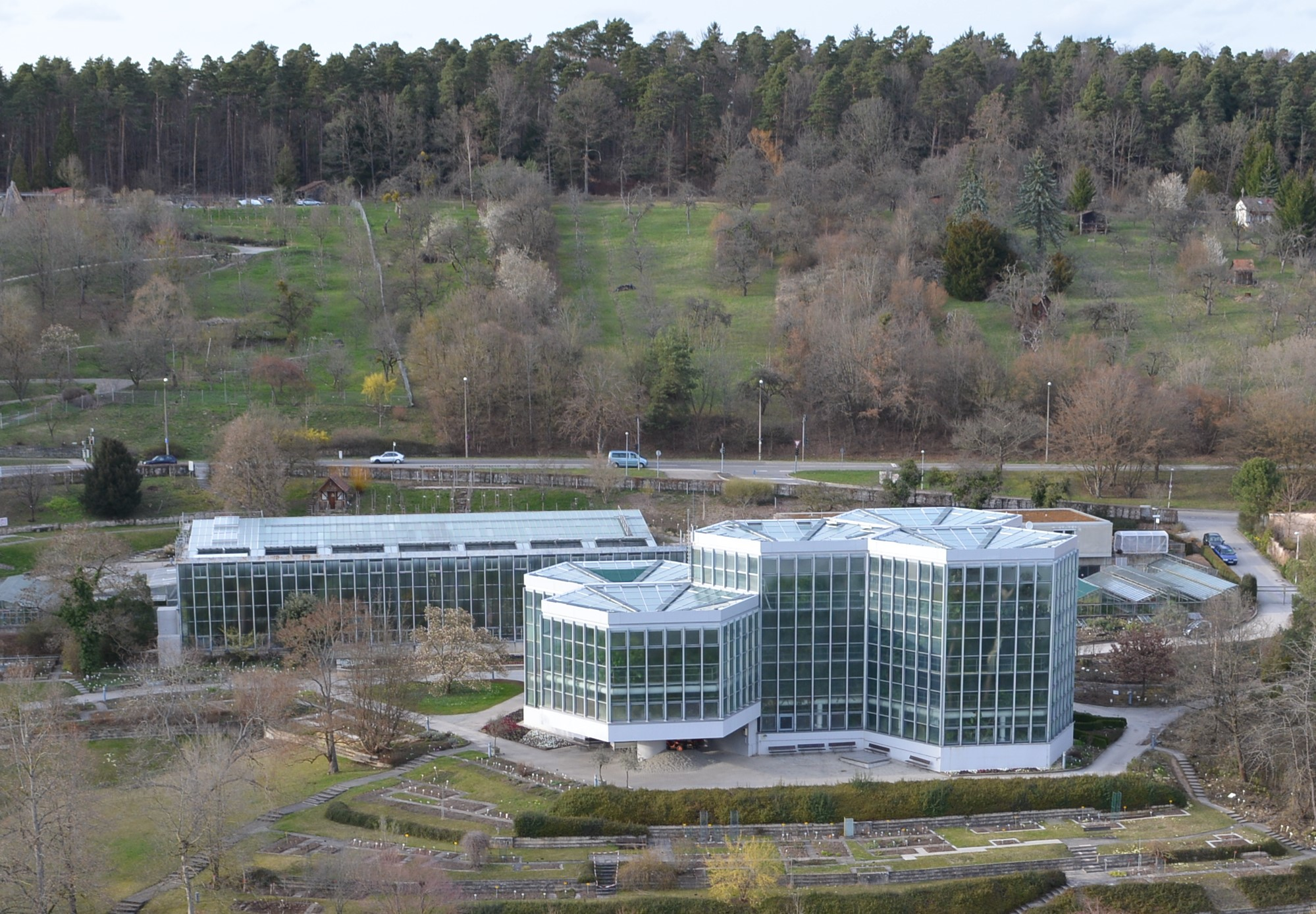
Tropikarium (nach der Sanierung)
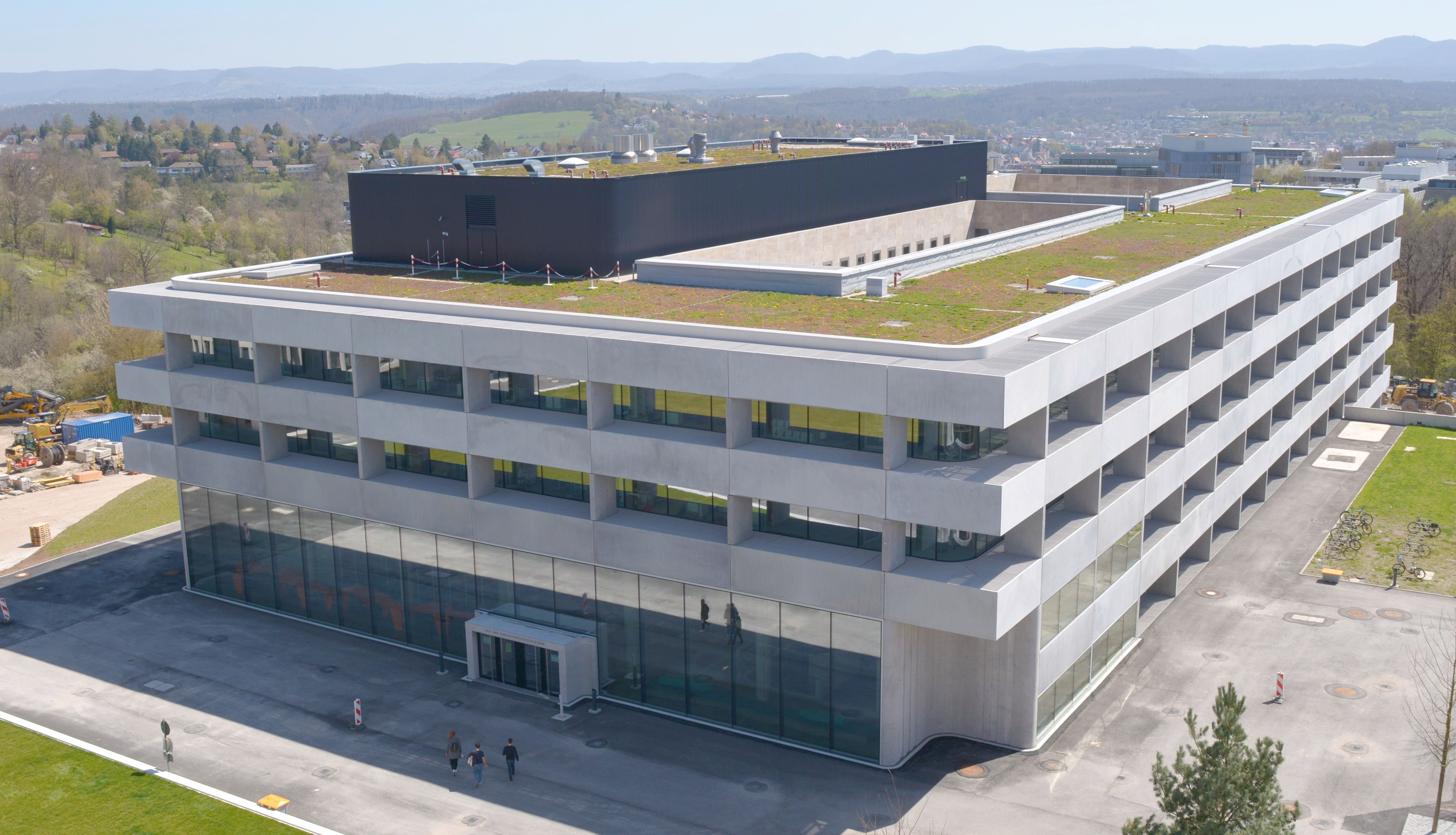
Neubau GuZ (2022)
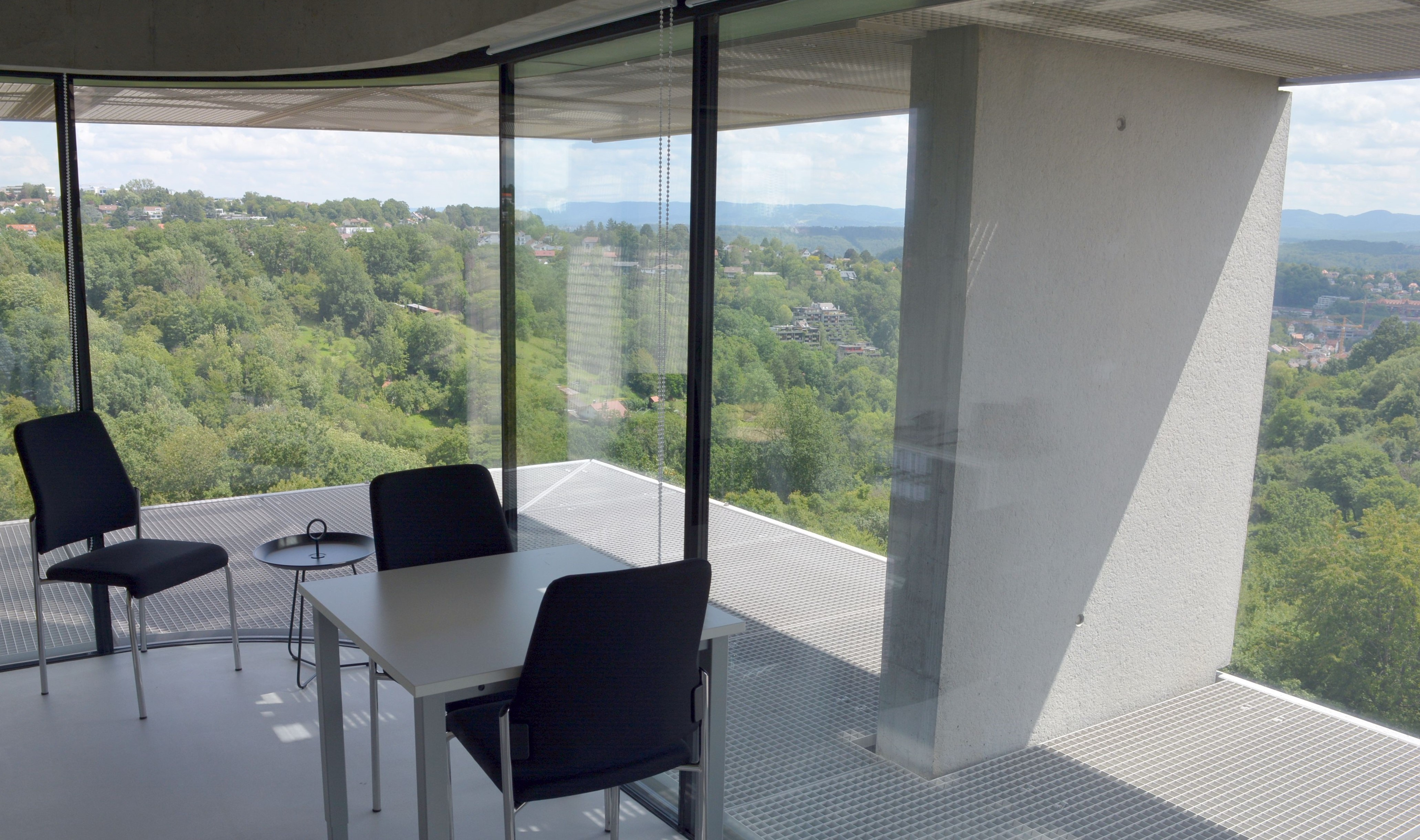
Kleiner Besprechungsraum im GuZ (2022)

## Kunst am Bau
Im Rahmen der staatlichen Baumaßnahmen auf der Morgenstelle wurden eine Reihe von Kunstobjekten beschafft oder eigene Kunstprojekte realisiert, die mehr oder weniger explizit auf den genius loci eingehen.

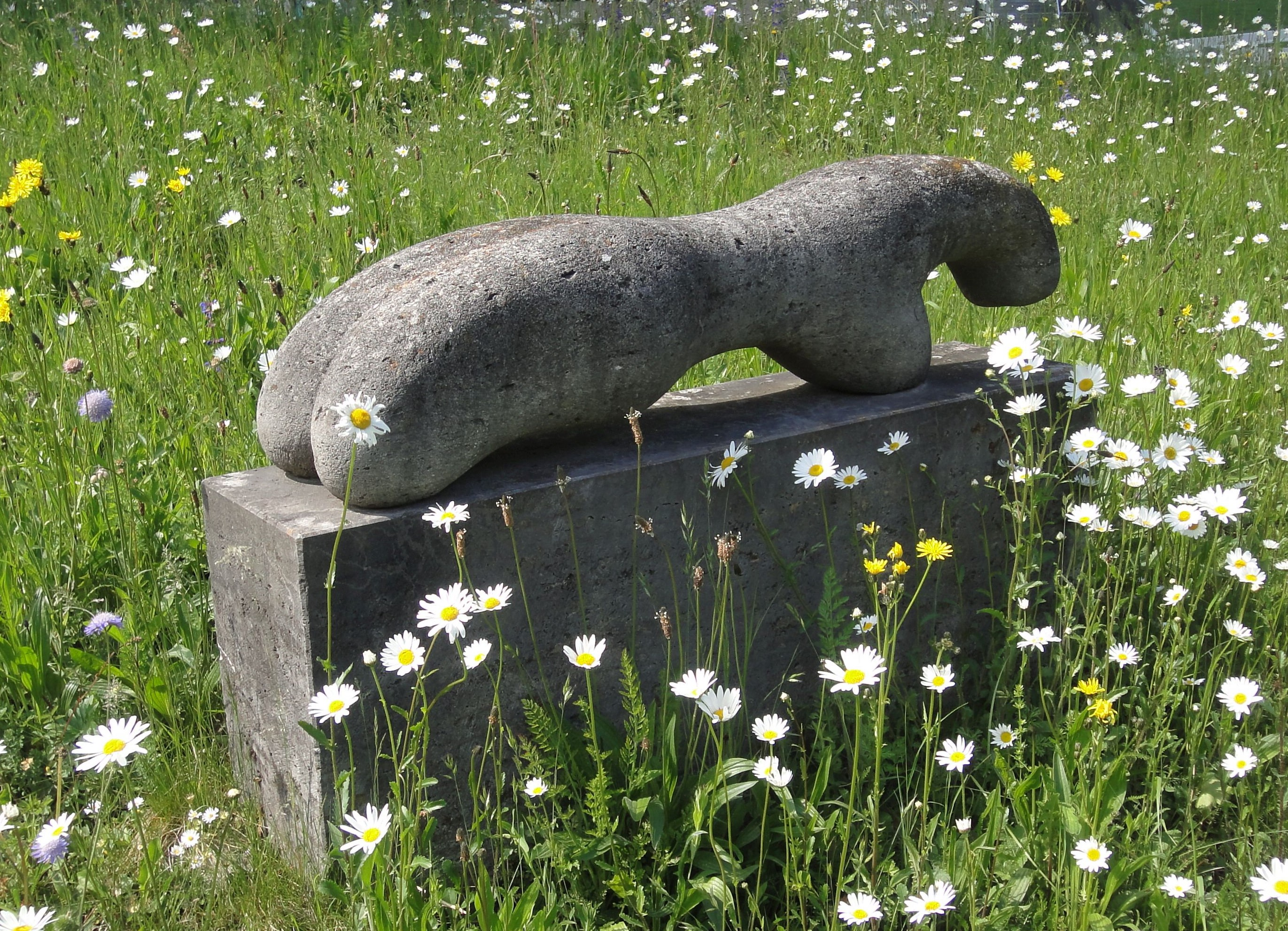
Plastik „Urpferd“ 1988 von Helga Janzen-Allgeier
Wandgestaltung ohne Titel 1971 von Günther Uecker
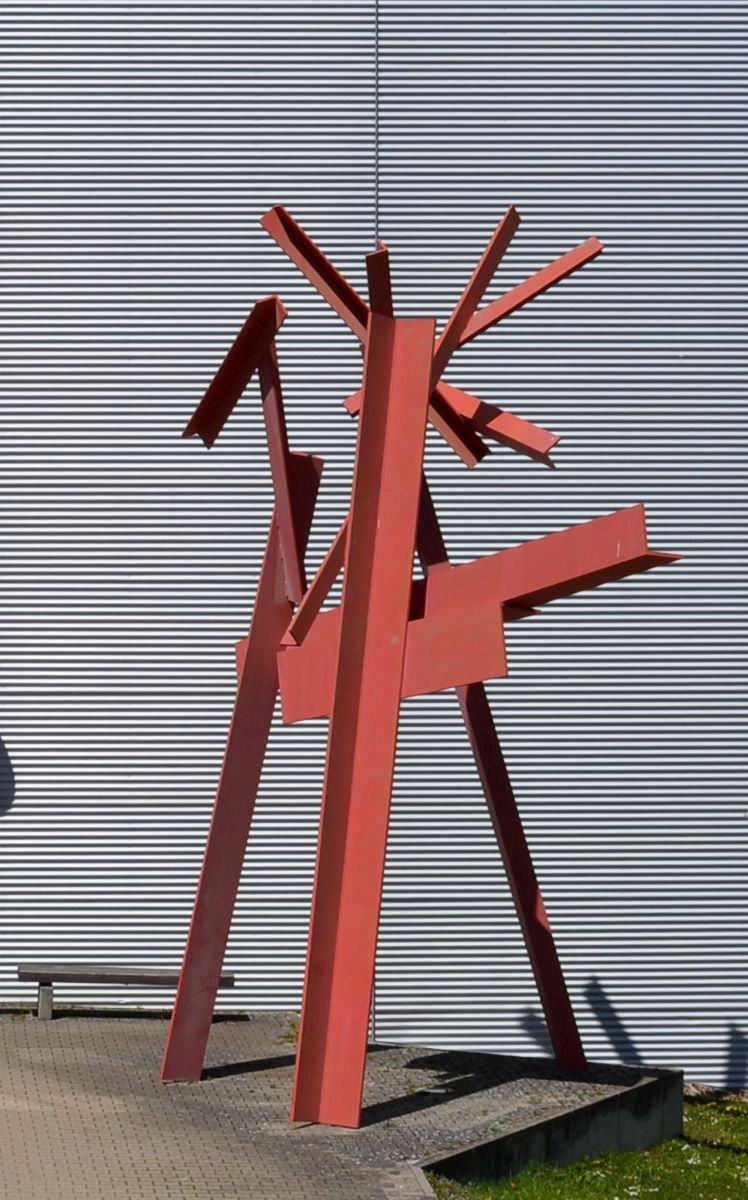
Großplastik aus Stahl 2004 von Christopf Freimann
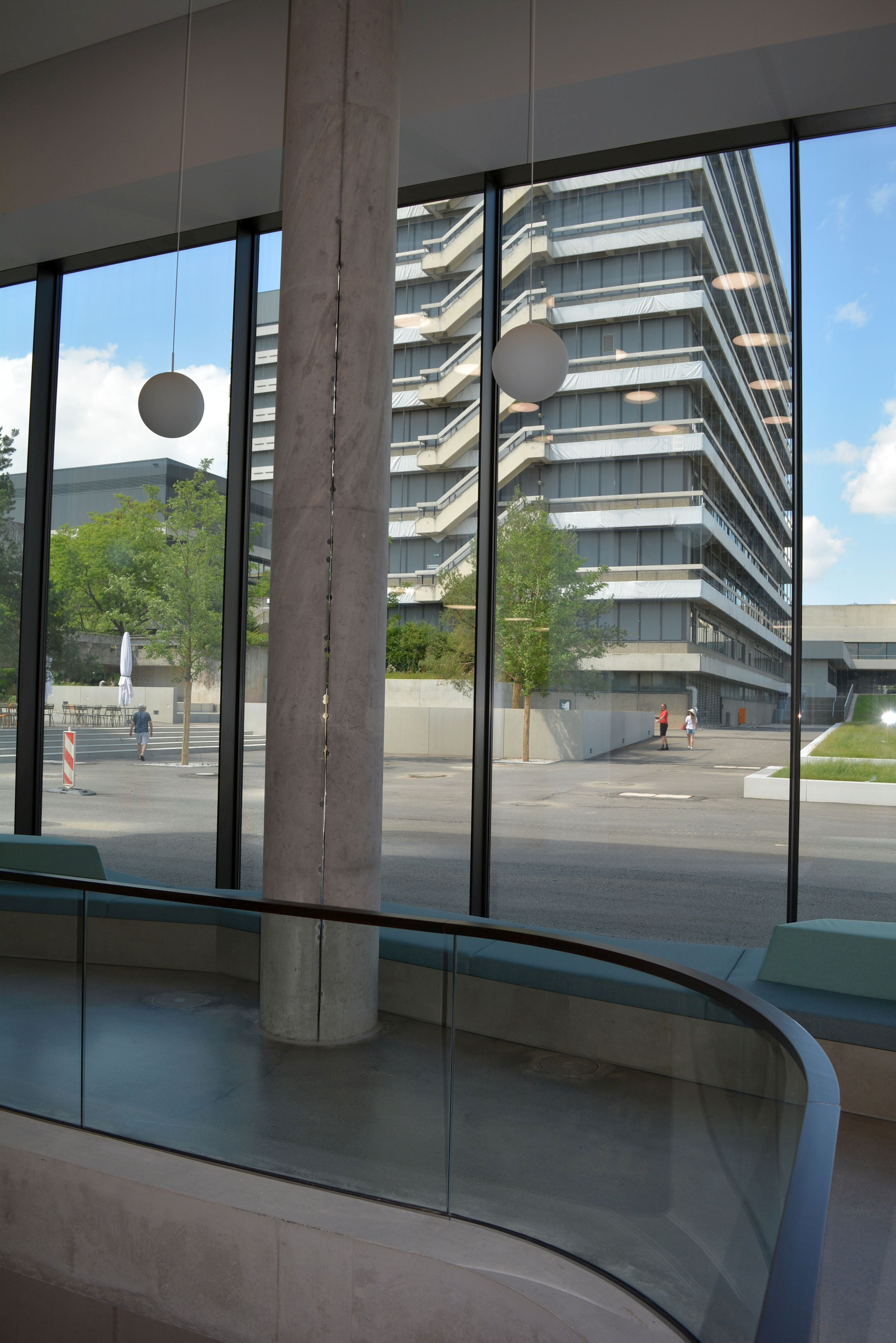
Bohrschnitt in den Stützen des GuZ (2018) von Martin Bruno Schmid
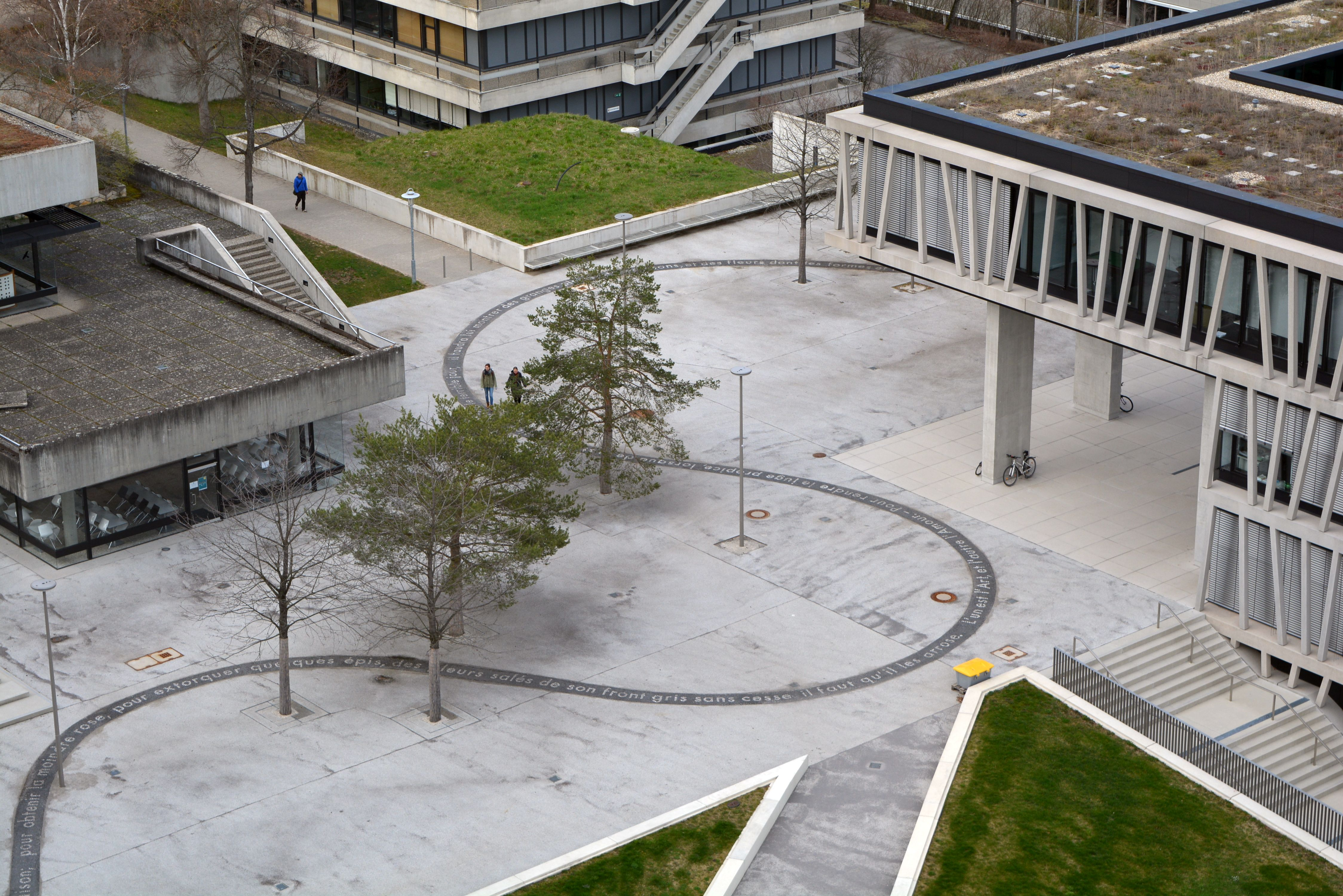
Schriftband im Außenraum „La Racon“ 2013 von Ilona Lenk

## Verkehrsanbindung
Die Morgenstelle ist durch den öffentlichen Personennahverkehr (ÖPNV) des Stadtverkehrs Tübingen an die Tübinger Kernstadt mit den Buslinien 5, 13, 14, X15, 18 und 19 angebunden. Die am nächsten gelegene Haltestelle heißt jedoch interessanterweise „BG Unfallklinik“.